# Pseudovipio gracilis
Pseudovipio gracilis är en stekelart som beskrevs av Gyöö Viktor Szépligeti 1901. Pseudovipio gracilis ingår i släktet Pseudovipio, och familjen bracksteklar. Arten är reproducerande i Sverige.